# Eugenio Bennato
Eugenio Bennato (né le 16 mars 1948 à Naples) est un chanteur et musicien italien, auteur-compositeur-interprète.

## Biographie
Eugenio Bennato fonde en 1968 la Nuova Compagnia di Canto Popolare (NCCP), un groupe consacré à la musicale populaire de l'Italie du sud.
Dans les années 1970, la NCCP conquiert un jeune public et des artistes italiens qui forment une nouvelle Scuola Napoletana (Pino Daniele, Edoardo Bennato, Tony Esposito, Alan Sorrenti). Avec la NCCP, il enregistre six disques et enchaîne des tournées (France, Angleterre, Allemagne, URSS, Argentine, etc.).
En 1976, il fonde Musicanova et commence sa carrière d'auteur compositeur avec toujours des références constantes au style traditionnel du sud de l'Italie. Il réalise de nombreux disques dont Brigante se more en 1979, des chansons sur le brigandage méridional devenues aujourd'hui des classiques populaires du sud italien.
Après des bandes son pour la télévision, le cinéma, le théâtre et le ballet classique durant les années 1980 et 1990, il fonde le mouvement Taranta Power qui fait naître un regain d'intérêt pour les rythmes de la tarentelle rituelle (en lien avec ce qu'en Français, on peut nommer le tarentisme). Taranta Power est un travail discographique qui se marque comme une synthèse musicale d'un mouvement qui rassemble les diverses formes de tarentelle des régions du sud de l'Italie. Il publie en 2000 et 2001, Lezioni di Tarantella et Taranella del Gargano avec les voix des héritiers directs de cette tradition musicale. Au lieu de rester dans le sud de l'Italie, Taranta Power s'ouvre sur l'ensemble de la Méditerranée pour mieux faire connaitre son mouvement en Italie et surtout aux pays de la Grande Méditerranée.
Indiquant lui-même renoncer aux succès commerciaux faciles pour une musique d'auteur qui plonge ses racines dans la tradition, il réussit à faire naître un mouvement de jeunes musiciens. Ces derniers font aujourd'hui revivre les rythmes de la musique populaire du sud de l'Italie dont la Tarantella (Officina Zoe, Nidi d'Arac, etc.).
Il tourne en 2000 avec les mæstri historiques de la tarentelle dans toute l'Italie (Florence, Milan, Padoue, Bologne, Rome). La tournée internationale Taranta Power l'entraine dans les pays de l'Europe de l'est puis en 2000/2001, aux États-Unis, au Canada, Australie, Maroc, France, Espagne, Algérie, Tunisie, Égypte, Grande Bretagne, etc.
En 2001, il fonde l'école di Tarantella e danze popolari del Mediterraneo Taranta Power à Bologne, avec Silvia Coarelli et Maristella Martella pour mieux collecter, rechercher et divulguer les danses populaires du sud de l'Italie.
Depuis, la musique d'Eugenio Bennato ne cesse de mélanger musique traditionnelle italienne et rythme/voix méditerranéen. 
Comme il le dit dans la pochette du disque Da Lontano, « Dans les chants de tradition orale résonnait la mémoire historique des grands bouleversements récents tels l'unité italienne, l'émigration mais aussi des événements plus anciens et fabuleux, la lutte contre les pirates, les voyages aventureux autour de la Méditerranée, le contact avec les peuples de rives lointaines, l'écho mauresque des sons, des mots et des rythmes. Et dans toutes les régions de l'Italie méridionale, il suffisait de sortir des zones urbaines, de traverser collines et campagnes, pour retrouver la cadence exténuante du tambour, le son pur de la guitare battante, la rime magique du vers populaire. »

## Discographie
- Garofano d'ammore 1977
- Musicanova 1978
- Quando turnammo a nascere 1979
- Brigante se more 1980
- Festa festa 1981
- Eugenio Bennato 1982
- Dulcinea 1984
- Eughenes 1986
- La stanza dello scirocco 1989
- Le città di mare 1989
- Novecento auf Wiedersehen 1991
- Mille e una notte fa 1997
- Taranta power 1999
- Lezioni di tarantella 2000
- Che il Mediterraneo sia 2001
- Totò Sapore e la magica storia della pizza (bande originale de film) 2003
- Sponda Sud 2007
- Grande Sud 2008